# Eilmeldung
Die Eilmeldung (in Österreich auch Eiltmeldung) ist eine journalistische Nachricht, die eine besonders hohe Relevanz bzw. Nachrichtenwert besitzt und daher unmittelbar nach ihrer Verifizierung medial verbreitet wird. In der Regel handelt es sich nur um eine Kurzmitteilung ohne tiefergehende Ausführungen und Recherchen, die erst im weiteren Verlauf nachgereicht werden.
Bei besonders bedeutenden Ereignissen wird für eine Eilmeldung auch das laufende Programm in Hörfunk und Fernsehen nicht abgewartet, sondern für eine Sondernachrichtensendung unterbrochen (daher auch der englische Begriff Breaking News). 

## Allgemeines
Im Journalismus muss entschieden werden, in welcher Reihenfolge bestimmte Meldungen in den Nachrichten des Hörfunks und Fernsehens platziert werden (Prinzip der umgekehrten Pyramide); ihre Reihenfolge bestimmt sich nach ihrer Dringlichkeitsstufe. Die Eilmeldung ist eine Nachricht von Vorrangcharakter und zeichnet sich durch gesteigerten Nachrichtenwert aus. Ihnen liegen häufig Naturkatastrophen, Kriegsausbrüche, Terroranschläge oder sonstige überraschende Ereignisse von großer Bedeutung zugrunde. Daher haben Eilmeldungen eine hohe Aktualität, denn während der Ausstrahlung der Eilmeldung ist das Ereignis oft noch nicht abgeschlossen. Nachrichtenagenturen sind meist die ersten, die eine Nachricht zur Eilmeldung deklarieren. Besitzt eine Meldung eine derart herausragende Priorität, muss in der Redaktion entschieden werden, ob sie in den regulären Nachrichten als Aufmacher präsentiert oder das laufende Programm sogar unterbrochen wird. 
Höchste Dringlichkeitsstufe besitzt die Blitzmeldung, die nur bei außerordentlich wichtigen Ereignissen zum Einsatz kommt. In der Geschichte der Deutschen Presse-Agentur wurden erst weniger als 70 Blitzmeldungen versendet; ein Beispiel dafür war der Tod von Queen Elizabeth II.

„Blitzmeldungen werden mit der höchsten Dringlichkeitsstufe 1 gesendet, bestehen nur aus einer Überschrift im Telegramm-Stil und sind außerordentlichen Breaking News zu epochalen Ereignissen vorbehalten“

Eine derart frühe Berichterstattung ist noch mit informatorischen Unsicherheiten behaftet, da es oft nur schwer möglich ist, umfangreiche Recherchen vor Ort anzustellen, um die Meldungen abzusichern und das Ausmaß eines sich zeitgleich ereignenden Geschehnisses zu erkennen. Sie beginnt mit nur wenigen Sätzen, nach wenigen Minuten liegen Ergänzungen vor, und es vergeht etwa eine halbe Stunde, bis ein erster Überblick zum Ereignis vorliegt.
Eilmeldungen werden gelegentlich auch dazu benutzt, um Falschmeldungen zu korrigieren. 

## Unterbrechung
In besonders wichtigen Fällen wird in den Redaktionen von Radio und Fernsehen entschieden, das laufende Programm zu unterbrechen. Im Hörfunk gibt es keine Alternative dazu, das laufende Programm zu unterbrechen. Im Fernsehen besteht dagegen die Option, die Eilmeldung stattdessen mit einer Laufschrift als Insert während einer laufenden Sendung am unteren Bildrand zu verbreiten. Das Laufband ist eine Darstellungsform für Kurzmeldungen, die eine permanente Aktualisierung ermöglichen. Bei höchster Relevanz der Eilmeldung wird die laufende Fernsehsendung für eine Sondersendung (englisch special report) unterbrochen.
Nachrichtensender (zum Beispiel CNN, Welt, Tagesschau24 und ntv) arbeiten mit Eilmeldungen. Um diese kenntlich zu machen, verwenden diese – und auch andere – Sender folgende Stilmittel:
- spezielle Erkennungsmelodien
- spezielle Animationen
- Ticker-Einblendungen
- Kriechtitel

Printmedien müssen entscheiden, ob sie eine Sonderausgabe herausgeben und verteilen. Internet-Ableger von Zeitungen weisen so ebenfalls auf unerwartete Ereignisse hin. 
Eine Sonderform der Eilmeldung während des Zweiten Weltkrieges waren militärische Erfolge, die der Großdeutsche Rundfunk als „Sondermeldung“ brachte.

## Kritik
Eine Bewegung, die sich Eilmeldungen bewusst widersetzt, nennt sich entschleunigter Journalismus. Sie fußt auf der Idee, dass Eilmeldungen gut recherchierten Hintergrundinformationen entgegenstehen.